# Pär Arvidsson
Pär Arvidsson (Finspång, 27 de fevereiro de 1960) é um ex-nadador sueco, campeão olímpico dos 100 metros borboleta nos Jogos de Moscou, em 1980.
Arvidsson foi campeão sueco 22 vezes entre 1976 e 1983. Foi recordista mundial dos 100 metros borboleta entre 1980 e 1981.
Após se formar pela Universidade da Califórnia em Berkeley, com uma licenciatura em economia, ele graduou-se pela Harvard Business School.